# プッシー・ライオット
プッシー・ライオット (露: Пусси Райот、英: Pussy Riot) は、ロシアのフェミニスト・パンク・ロック集団、アクティヴィスト。ロシアにおける政治的抑圧や性差別・LGBTQ弾圧・家父長制・受刑者への人権侵害に対し、2011年から音楽活動などを通じて抗議を続けている。バンド名は"プッシー（子猫、あるいは女性器）の叛乱"の意。
国際的には広く支持されている。
2012年3月、モスクワの救世主ハリストス大聖堂で無許可演奏を行い、メンバー3人が逮捕された。同年7月下旬から「フーリガン行為」の咎で裁判が始まった。プッシー・ライオット側の弁護士たちは、この裁判の状況がソ連時代の見世物裁判 (Show trial)（モスクワ裁判）を再現するものであると述べている。(後述)

## 演奏と影響
プッシー・ライオットは、寒さの厳しい天候のときも、演奏中もインタビューに応じるときも鮮やかな色のドレスとタイツの衣装に目出し帽で顔を隠しており、インタビューには常に偽名で応じている。この集団は10人ほどで演奏を行なうが、これとは別に15人ほどが技術面の裏方や、インターネットにポストされるビデオの撮影・編集などを行なっている。
グループによれば、パンク・ロックやオイ!のバンドであるAngelic Upstarts、Cockney Rejects、シャム69、eRa、The 4-Skinsから最も重要な音楽的インスピレーションをうけているという
また、アメリカ合衆国のパンク・ロック・バンド、ビキニ・キルや、1990年代のライオット・ガールムーヴメントにもインスピレーションを受けている。プッシー・ライオットによれば、「私たちと共通しているのは、軽率な言行、政治色の強い歌詞、フェミニスト的言説の重要性、非標準的な女性イメージといったところ」だという。
2016年2月3日、「Chaika」のミュージック・ビデオが発表された。検事総長のユーリ・チャイカを題材とした同曲は、TV オン・ザ・レディオのデイヴ・シーテックがプロデュースを手がけた。DJのスクラッチ、ホーンのサンプル、重厚なドラムで組み立てられており、普段の彼女たちのパンク・スタイルから遠ざかったヒップ・ホップ寄りのプロダクションに仕上がっている。
同年10月28日、「Make America Great Again」「Straight Outta Vagina」「Organs」の3曲を収録したEP『xxx』が発売された。同作はウェブサイト『ピッチフォーク・メディア』で6.6点の評価を得た。

## 教会における抗議行動

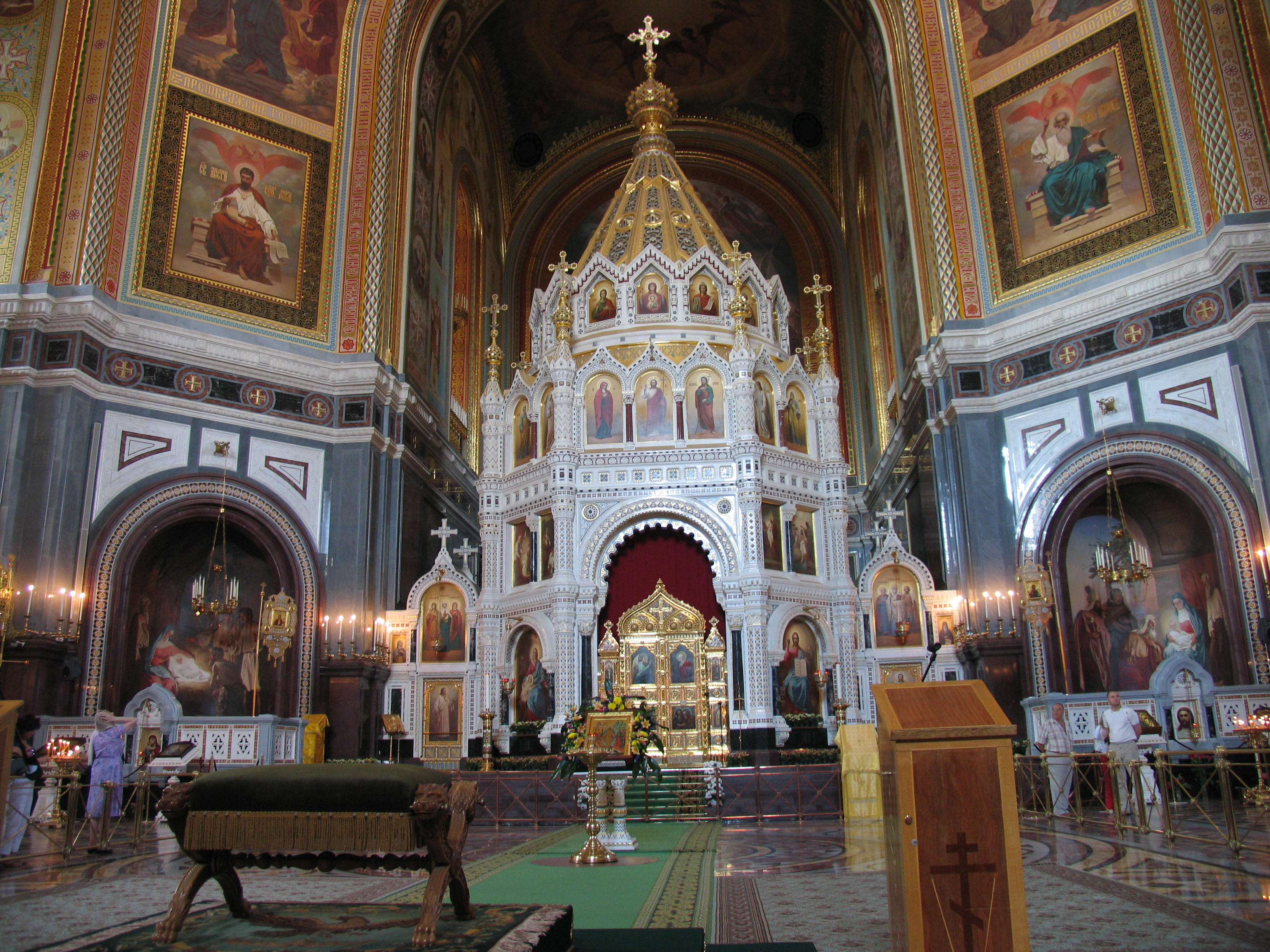
救世主ハリストス大聖堂の内部

2012年2月21日、ウラジーミル・プーチンが再選された大統領選挙への抗議活動の一環として、グループのメンバーである3人の女性たちがモスクワのロシア正教会救世主ハリストス大聖堂を訪れ、十字を描いて、至聖所前のソレヤ（Soleas）と呼ばれるスペースに上がり頭を垂れてから、「Панк-молебен Богородица, Путина прогони（聖母様、プーチンを追い出してください）」を歌いはじめた。1分もしないうちに、彼女たちは警備員によって建物の外へと連れ出された。この様子を捉えた映像は、後にこの曲のビデオ・クリップに使用された。
この曲の中で、彼女たちは、「テオトコス (Θεοτόκος)」（神の母、すなわち聖母マリア）にあたるロシア語「ボゴロディーツァ (Богородица)」に、「プーチンを辞めさせて」と訴えている。この曲の歌詞は、モスクワ総主教キリル1世のことを、神よりもプーチンを信じているように描いたものだった。総主教は、選挙戦が始まる前から、大統領候補としてプーチンを公然と支持していた。

### 逮捕と訴追
2012年3月3日、プッシー・ライオットのメンバーとされたマリア・アリョーヒナ (Мария Алёхина) と ナジェージダ・トロコンニコワ (Надежда Толоконникова) がロシア当局に逮捕され、2人はフーリガン行為の咎で訴追された。当初2人は、グループのメンバーであることを否認し、拘留により幼い子どもたちから引き離されたことに抗議し、4月に裁判が始まる前にはハンガー・ストライキも行なった。
3月16日に、もうひとり、それまでこの事件の目撃者として取り調べを受けていたエカチェリーナ・サムツェヴィッチ (Екатерина Самуцевич) が、同様に逮捕、訴追された。
6月4日、彼女たちは2,800ページに及ぶ起訴状により正式に起訴された。7月4日になって、彼女たちは突然、7月9日までに弁論準備を終えるべしとの告げられた。これに対して彼女たちはハンガー・ストライキを宣言し、事実上2日間（告知された4日は水曜日、9日は月曜日で、平日は木・金の2日しかない）では裁判の弁論準備には不十分だと主張した。7月21日、裁判所はさらに6か月の拘置延長を認めた。
拘束されたプッシー・ライオットの3人のメンバーは、政治犯救援組織 Союз солидарности с политзаключенными (СПП)  から政治犯と認定された。アムネスティ・インターナショナルは、「ロシア当局の反応の厳しさ」を理由に彼女たちを良心の囚人と認めた。
ロシア国内ではさらに厳しい見解が大々的に表明された。3月21日、モスクワのリザパラジェーニヤ教会（祭服教会） (Церковь Ризоположения) の聖体礼儀において、モスクワ総主教キリル1世は、プッシー・ライオットの行為は「冒涜的」であるとし、「悪魔が私たちすべてを笑いものにしている ... 偉大な祭壇の前で嘲笑することが許されるなら、また、このような不謹慎が、勇気のある政治的抗議表現であるとか、許容されるべき範囲の行為であるとか、害のない冗談だとされるなら、私たちに未来はない」と述べた。人気歌手のアーラ・プガチョワが女性の声を代弁して、拘束されている3人は投獄されるのではなく、コミュニティへの奉仕活動に従わせるべきだと述べた。BBCの特派員ダニエル・サンドフォード (Daniel Sandford) は、「彼女たちの扱いは—1967年にロック・バンド、ローリング・ストーンズのメンバーが裁判にかけられたときに作られた言い回しで言うならば—彼女たちは「車輪で轢かれる蝶」だと感じる多くのロシアの人々に、深刻な不安を与えた。

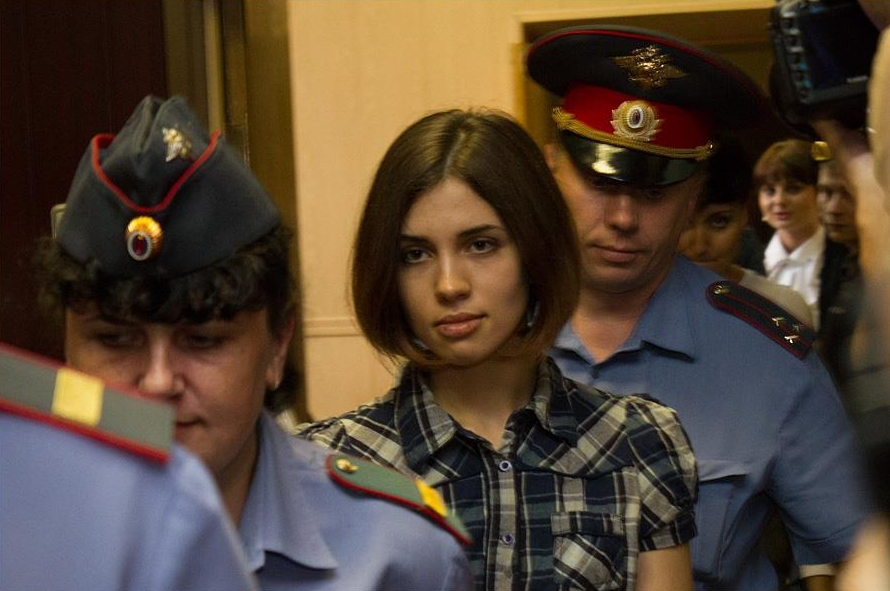
ナジェージダ・トロコンニコワ

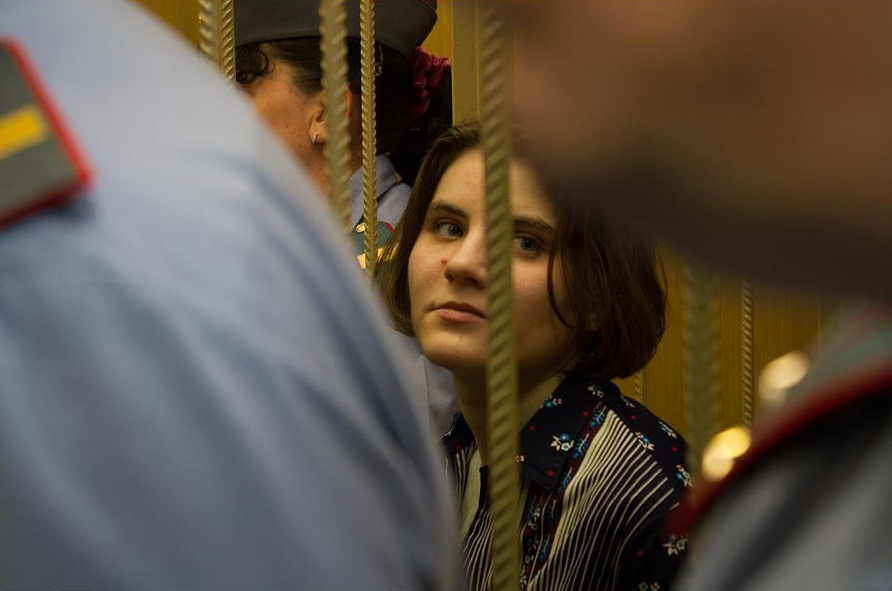
エカチェリーナ・サムツェヴィッチ

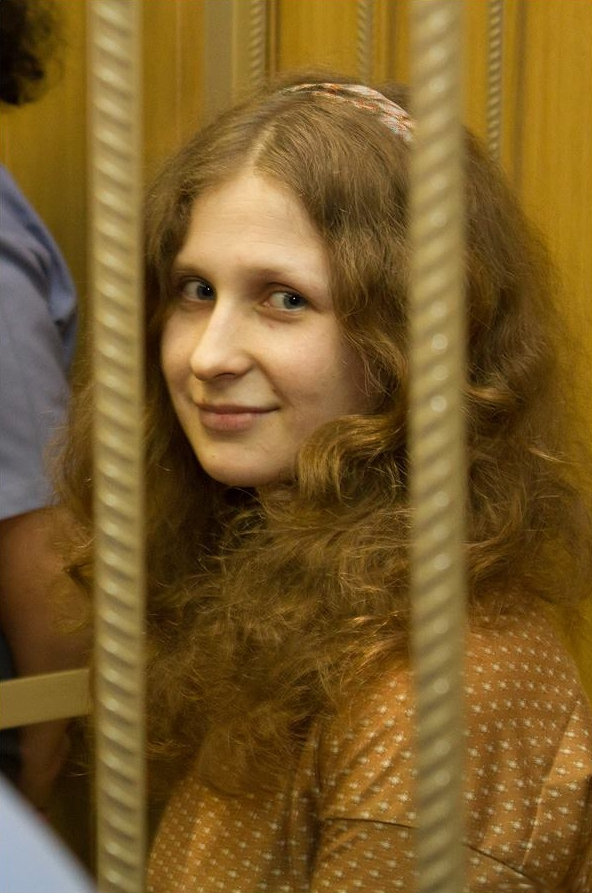
マリア・アリョーヒナ

2012年6月下旬、裁判日程も決定されないまま続いていた3人の拘置への懸念が高まり、過剰かつ恣意的な処置への危惧から、公開状が作成されることになった。この公開状には、反体制運動に連なる主要な人々が署名しただけでなく、プーチン支持者として知られる映画監督フョードル・セルゲーヴィチ・ボンダルチュク (Фёдор Сергеевич Бондарчук) や、プーチンの再選運動のビデオに登場した女優チュルパン・ハマートヴァと俳優エフゲニー・ミローノフまでもが名を連ねた。ロシア映画人同盟 (Союз кинематографистов России) の代表である  ニキータ・ミハルコフは、インタビューに応え、彼女たちに「反対」する立場から、この公開状に署名すると述べた。
2012年7月、社会学者アレック・D・エプシテイン (Алек Д. Эпштейн) が、3人を支援するために、ロシアの芸術家多数の作品を集めて編集した『Алек Д. Эпштейн. Искусство на баррикадах: Pussy Riot, «Автобусная выставка» и протестный арт-активизм（バリケードの芸術：プッシー・ライオット、«バス展示»、抗議する芸術活動）』を出版した。
3人の女性たちの裁判は、モスクワのハモーヴニキ（Хамовники）区の地区裁判所で7月30日に始まった。「宗教上の憎悪ないし悪意を動機とする組織的集団によって実行された、事前に準備されたフーリガン行為」の罪で訴追された3人は、最長7年の懲役に処される可能性がある。7月上旬にモスクワで行なわれた世論調査では、回答者のほぼ半数が裁判に反対であるものの36％は裁判を支持しており、残りは態度を決めかねているという結果が出た。被告たちは無罪を主張し、意図的に法を犯す抗議を行なったものではない、と述べた。7月31日、イギリスの日刊紙『フィナンシャル・タイムズ』は社説を出し、被告たちは既に「これまでに受けた惨い仕打ちのために、国際的にも特別な大事件 (cause célèbre) となっている」と論じた。

### 被告たち
- マリア・アリョーヒナ (Мария Алёхина) は、モスクワのジャーナリズム文芸学校の4年生でロシアのグリーンピースの人道ボランティア、環境活動家としての経歴がある。（起訴時点で）24歳、子は幼児ひとりがいる。彼女は裁判においても積極的な役割を演じており、証人への反対尋問を行なったり、起訴内容や手続きについて、攻撃的な質問を行なっている[34]。
- エカチェリーナ・サムツェヴィッチ (Екатерина Самуцевич) は、30歳のコンピュータ・プログラマで、LGBTの諸問題に関心を持っている。彼女はモスクワのロトチェンコ写真マルチメディア学校 (Московская школа фотографии и мультимедиа имени Родченко) の卒業生である。法廷には、祖父スタニスラフ・サムツェヴィッチが傍聴に来ている[35]。
- ナジェージダ・トロコンニコワ (Надежда Толоконникова) は、22歳で、モスクワ大学で哲学を学ぶ学生であり、ストリート・アート集団ヴィオナ (Война) とともに政治活動に関わった経歴がある。ピュートル・ヴェルジロフと結婚しており、4歳の娘がいる[36]。

### 国際的な支援
被告たちは、以下のような多数のミュージシャンたちからの支持表明を受けている：ケイト・ナッシュ (Kate Nash)、レッド・ホット・チリ・ペッパーズ、スティング、ピーター・ガブリエル、コーナーショップ、フェイス・ノー・モア、フランツ・フェルディナンドのアレックス・カプラノス (Alex Kapranos)、 ペット・ショップ・ボーイズのニール・テナント、パティ・スミス、ビースティ・ボーイズ、Refused、Zola Jesus、ダイ・アントワード、ジャーヴィス・コッカー、 ピート・タウンゼント、ザ・ジョイ・フォーミダブル、Peaches, マドンナ、ジェネシス、Tegan and Sara、ジョニー・マー、コートニー・ラブ、イーロ・ランタラ、Propagandhi、アンタイ・フラッグ,、コリーヌ・ベイリー・レイ、Kathleen Hanna,、ビョーク、オノ・ヨーコ。イギリスのコメディアン、スティーヴン・フライや、元コメディアンでアイスランド、レイキャビック市長 Jón Gnarr もバンドへの支持を表明している。
ドイツ連邦議会の議員有志121名は、ウラジミール・グリーニン (Владимир Гринин) 在ドイツ・ロシア大使に、拘束されている3人を支持する旨の書簡を送った。この書簡は、彼女たちに対する処遇が当を失した過剰なものであると述べている。2012年8月9日、プッシー・ライオットを支持する400人がベルリンで、鮮やかな色の目出し帽を被って行進し 、バンドへの支持を表した。同様のデモは小規模ながらモスクワでも行なわれ、8月15日には逮捕者4人が出る騒動となった。

### 判決
8月17日、モスクワの裁判所は被告となっていた3人に禁固2年の実刑判決を言い渡した。残る2人のメンバーは国外に逃亡したことがわかっており、警察が捜査を開始したことが伝えられた。

### 控訴審判決
控訴審判決はモスクワ市裁判所で10月10日に行われ、エカチェリーナ・サムツェヴィッチに「警備員に取り押さえられたために祭壇でパフォーマンスをすることはできなかった」と認定して執行猶予2年を言い渡し、エカチェリーナは釈放された。残る2人は控訴を棄却し実刑判決を維持した。釈放されたエカチェリーナは、CNNのインタビューに答え、今後もプーチン大統領への抗議活動を続けると述べた。弁護団は欧州人権裁判所への提訴を検討していると報じられている。

## 服役・釈放後の活動

### ニュースサイトの設立
ナディア・トロコンニコワとマリア・アリョーヒナは、ロシアの最も過酷な刑務所のいくつかに拘留された。トロコンニコワには長女が、アリョーヒナには長男がおり、担当捜査官はアリョーヒナに「長男を連れ去って孤児院に入れる」と繰り返し脅迫していたという。そのためアリョーヒナは拘留中に初めて長男と面会したとき、何も話せず30分間泣いていたと長男の父親は話している。
2013年12月、トロコンニコワとアリョーヒナは刑務所から釈放された。
その半年後の2014年9月、政治ジャーナリストのセルゲイ・スミルノフと協力し、ロシアの汚職、裁判、刑務所での問題を報じる独立系ニュースサイト・メディアゾナ（ロシア語：Медиазона、英語：Mediazona）を設立している。

### 抗議行動
- 2017年10月23日 - ニューヨークのトランプタワーで、3人のメンバーが「FreeSentsov」と書かれた横断幕を広げ、ビラを撒いた。一般公開されている場所であったため、メンバーが逮捕されることは無かったが警備員が阻止。その30分の間、建物全体が閉鎖された。横断幕に書かれた「Sentsov」は、ウクライナの映画監督オレグ・センツォフを指しており、テロを企てたとして2015年8月に20年の懲役を宣告され服役中であった(2019年9月7日に釈放[65])[66]。
- 2018年7月15日 - FIFAワールドカップロシア大会では、ルジニキ・スタジアムで行われた決勝戦(フランスvsクロアチア)の開始直後に警察官に扮した女性ら4人(ヴェロニカ・ニクルシナ、オルガ・クラホヴァ、ピョートル・ヴェルジロフ、オルガ・パクーツソヴァ)[67]が試合開始直後のピッチに乱入する騒ぎを起こした。プッシー・ライオットは、乱入への関与を主張する声明を発表するとともに、ロシア政府に対してオレグ・センツォフなどの政治犯の釈放や市民の収監を取りやめるよう訴えた[68][69][70]。
- 同年7月 - テレグラムの反プーチンのチャットのオフ会に参加したとして、3月15日に17歳で逮捕され[71]「過激思想」の罪で10年の禁固刑に直面している女子学生の支援を表明し、シングルをリリースした[72][73]。
- 同年9月10日、メンバーのヴェロニカ・ニクルシナに対する行政訴訟で裁判所に同伴したピョートル・ヴェルジロフがモスクワ市内の病院に入院[74]。同月13日に集中治療室に移され、15日にドイツに移送された。ドイツの医師は毒物が原因であった可能性を示唆しており[75]、元妻のナジェージダ・トロコンニコワはドイツのメディアに対し「脅迫あるいは殺害を試みるために、故意に毒が盛られたと考えている」と語っている。ヴェルジロフは中央アフリカ共和国でのロシア人ジャーナリストの死[76]に関する調査に参加しており、その調査の最終報告を受け取る予定であったという。ロシア人ジャーナリストたちはワグナー・グループの取材をしており、暗殺された疑いがある[77]。
- 2019年5月 - アラバマ州で人工妊娠中絶を全面的に禁止する法案が可決されたことに抗議する動画を投稿[78][79][80]。
- 同年5月1日 - メンバーのルジーネ・ジャニャンとアレクセイ・クネドリャコフスキ夫妻が2名の子どもと共にスウェーデンに亡命。クネドリャコフスキは2016年にロシア連邦保安庁長官の銅像に十字架をかけたとして投獄されている[81]。
- 2020年6月 - チリ暴動をきっかけに、アルゼンチンのアーティスト(Parcas、Dillom、Muerejoven)とのコラボレーションで、警察の暴力・フェミサイドに抗議するシングル「1312」をリリース[82]。
- 同年10月7日 - プーチン大統領の68歳の誕生日を祝い、ロシアの主要な5つの政府関連施設（連邦保安庁、大統領府、最高裁判所、文化省、バスマニー地区の警察署）の建物にLGBTQの社会活動の象徴であるレインボーフラッグを設置（プレゼント）。アクションを記録していたジャーナリスト2名が拘束され、翌8日にはアリョーヒナが逮捕された。プーチン大統領やロシア政府がチェチェンで同性愛者を殺害、「家族制度の強化」のためと称して同性愛宣伝禁止法を可決したことや、代理母から生まれた子供と暮らすゲイの父親への迫害を繰り返していることなどへの抗議であるという[83]。
- 2022年6月9日、テキサス州のオースティン議会議事堂で人工妊娠中絶の権利を要求するデモを行った。匿名のフェミニストグループのユニコーンやラコタ先住民の女性が率いるイキヤコレクティブとの共同でなされたもので、3階のバルコニーから「MatriarchyNow」と書かれたピンクのバナーを広げた[84]。
- 同年6月26日、リプロダクティブ・ヘルス・ライツを保護するためにLegalAbortion.ethを立ち上げた。その目的のために7つの団体に暗号通貨による寄付を資金として分配するという。同月28日時点で17,500ドル以上の寄付を集めている[85]。

## ロシアのウクライナ侵攻への抗議

### ウクライナDAOの立ち上げ
2022年2月24日、ロシアがウクライナに侵攻。翌25日にトロコンニコワはTrippy LabsとPleasrDAOのメンバーとともに分散型自律組織「ウクライナDAO」を立ち上げ、ウクライナの国旗を使ったNFTを発表し、3月3日までの時点で約670万ドル（約7億7,000万円）を調達した。この全ての収益は、戦災を受けているウクライナの民間人を支援するためのNGOに寄付されるという。同月26日、トロコンニコワはマリーナ・アンド・ザ・ダイモンズの前座としてニューヨークのターミナル５でパフォーマンスを行い、「戦争は嫌い。平和を愛する。ウクライナをサポートする。ファック・プーチン、早く死んでもらいたい」とアピールした。

### アリョーヒナのロシア脱出
2022年2月7日にマリア・アリョーヒナが自宅で逮捕された。同月27日に、タクシーで警察署に移動中にも逮捕され、自宅軟禁となっていたが、当局が21日間の拘置を発表した。その後、ロシア脱出を図り、アイスランドのアーティストであるラグナル・キアルタンソンらを含む友人たちの助けを得て三回目で成功。ベラルーシ経由でリトアニアに出国し、マスコミのインタビューに応じた。グループの他のメンバーもほとんどはロシアを脱出したという。
脱出後の同年5月12日から、ベルリンで反戦ヨーロッパツアーを開始。このツアーでは、オランダ、スペイン、ポルトガルへも向かい、19都市で公演が行われる。ツアー初日、アリョーヒナがマスコミ各社のインタビューに応じた。プッシー・ライオットは戦争についての新曲をリハーサルしており、それがバンドとしての声明としてツアーで演奏されると話した。また、ツアーの収益はキーウの小児病院に寄付されるほか、一部の政治犯を援けたいという。アリョーヒナは2013年に本を執筆しているが、2冊目の執筆と、難民キャンプへのボランティアなどウクライナのために出来ることをやりたいと希望している。
ペスコフ大統領報道官は「ウクライナではなくロシアで非ナチ化が必要であり、プーチンと将軍は裁判にかけられるべき」というアリョーヒナの発言についてコメントを拒否している。
同年5月23日、プッシー・ライオットのメンバーはドイツ公共放送連盟のインタビューに応じ、ロシアの石油とガスの輸入停止を求めた。アリョーヒナは、プーチン大統領はハーグの国際刑事裁判所（ICC）に報告しなければならない戦争犯罪者であると話した。同年6月20日に記事となっているガーディアンのインタビューでも同様の主張をしており、これまでの西側諸国のロシアへの対応について「10年間、核兵器と軍隊と帝国の野心を持っている最大の国で独裁政権を持つことはどれほど危険であるかを伝えてきましたが、ビジネス上の利益がより重要とされました」と苦言を呈している。プーチン政権に不満を持っている多くのロシア人がおり、多くの芸術家や知識人、ジャーナリストが海外で仕事を続けるためにロシアを脱出していることを説明、「私たちは、反戦運動を構築するために芸術的なコミュニティとして団結する必要があります」としている。
同年6月24日、アリョーヒナはInstagramを更新し、ツアーの収益から10,000ユーロ、そして同額の個人的寄付をキーウの小児病院に送金したことを明らかにした。ツアー中に病院の主任医師と連絡を取り、ロシア軍の爆弾が子供たちに与えたトラウマの詳細について知ったという。「プーチンとロシア軍がウクライナで繰り広げた地獄、ファック、恐怖は、どんなにお金や善行を積んでも償うことはできませんが、私たちロシア国民は今、傍観する権利はないことは確かです」とコメント、ウクライナと連帯する新たな反戦歌を作っており「私たちはこの戦争を憎み、プーチンや彼の軍隊、宣伝担当者は戦争犯罪人として国際法廷に立たなければならないと考えています」と夏のツアーへの意気込みを述べている。

## ディスコグラフィー

### EP
- xxx （2016年）

## 著書
- プッシー・ライオットの革命（著:マリヤ・アリョーヒナ　訳:aggiiiiiii (アギー) 監修・解説:上田洋子／発行：DU BOOKS）